# Hästesko af Målagård
Den svenska adelsätten Hästesko af Målagård härstammar från översten Linved Klasson d. y. till Målagård (adlad 1602, död 1615), introducerades 1633 på svenska riddarhuset  och immatrikulerades 1820  på finska riddarhuset (i Sverige utslocknade ätten 1856). En medlem av ätten var Johan Henrik Hästesko, militär, medlem av Anjalaförbundet, ättling i 5:e led av den ovannämnde Linved Klasson till Målagård.